# Yohji Yamamoto
Yohji Yamamoto (山本 耀司, Yamamoto Yōji; nascido em 1943) é um estilista japonês estabelecido em Tóquio e Paris. Considerado um grande alfaiate como Madeleine Vionnet, é conhecido por sua costura avant-garde unida à estética de design japonesa. 
Yamamoto ganhou notórios prêmios por suas contribuições para a moda, incluindo o Chevalier da Ordem das Artes e das Letras, a Medalha de Honra com faixa roxa, a Ordem Nacional do Mérito, a Royal Designer for Industry e o prêmio Master of Design do Fashion Group International.

## Formação
Nascido em Tóquio, Yamamoto graduou-se no curso de Direito na Universidade de Keio em 1966. Desistiu de uma futura carreira legal para auxiliar a mãe em seu negócio de moda, aonde ele aprendeu suas habilidades de costura. Mais adiante, ele estudou moda na Faculdade de Moda de Bunka, formando-se em 1969.

## Carreira
Yamamoto estreou sua carreira em Paris em 1981. Em uma entrevista para o New York Times em 1983, Yamamoto disse sobre suas criações:  "Eu acho que as minhas roupas masculinas são tão boas quanto as da moda feminina. [...] Quando comecei a criar, queria que fazer roupas masculinas para mulheres." Mais recentemente, expôs: "quando comecei a fazer roupas para a minha linha Y's em 1977, queria que as mulheres vestissem roupas de homem. Me joguei na ideia de desenhar casacos para mulheres. Significava algo para mim - a ideia de um casaco guardando e escondendo o corpo de uma mulher. Queria proteger o corpo feminino de algo - talvez dos olhos masculinos ou de um vento frio."
Suas linhas principais mais bem-sucedidas comercialmente, Yohji Yamamoto e Y's, são especialmente populares em Tóquio. Essas duas linhas também estão disponíveis em suas flagship stores em Paris e Antwerp, e em lojas de departamento de luxo ao redor do mundo. Outras linhas importantes incluem Pour Homme, Costume d'Homme, e a Coming Soon. Yohji Yamamoto Inc. relatou em 2007 que as vendas nas duas linhas principais são de por volta de 100 milhões de dólares anuais.
Yamamoto é conhecido por um espírito avant-garde em suas roupas, frequentemente criando obras distantes das tendências atuais. Suas características silhuetas grandes geralmente incluem drapeados em texturas variadas. As coleções de Yohji são predominantemente feitas em preto, uma cor que Yamamoto descreveu como "modesta e arrogante ao mesmo tempo. Preto é preguiçoso e fácil - mas misterioso. Mas acima de tudo, o preto diz: "eu não importuno você - não me importune."
O trabalho de Yamamoto também conquistou seus consumidores através de suas colaborações com outras marcas de moda, incluindo Adidas (Y-3), Hermès, Mikimoto, Mandarina Duck e New Era Cap Company; e com artistas de diferentes áreas, como Tina Turner, Sir Elton John, Placebo, Takeshi Kitano, Daniel Barenboim, Pina Bausch e Heiner Müller.
Yohji Yamamoto foi convidado a curar a segunda edição da revista A MAGAZINE curated by em 2005, após Martin Margiela.
Decisões equivocadas de administradores financeiros empurrou a empresa para dívidas de mais de 65 milhões de dólares em 2009, o que irritou Yamamoto e levou a uma reestruturação da empresa de 2009 a 2010. O capital privado integral Corp foi identificado como a empresa japonesa que irá reestruturar a Yohji Yamamoto Inc. e em novembro de 2010 a empresa saiu das dívidas e evitou o risco de falência.
Yohji expressou uma profunda paixão por desenhar roupas, indo longe e dizendo que 'não pode se imaginar aposentado'.

## Posicionamento comercial
Em 2008, o Fundo Yohji Yamamoto pela Paz se estabeleceu como desenvolvedor da indústria da moda da China e por ajudar a abrandar a inimizade de longa data entre China e Japão. Todo ano, um(a) estilista emergente chinês(a) será premiado(a) com um intercâmbio de dois anos em uma faculdade de moda no Japão ou na Europa, e um(a) modelo(a) chinês(a) será selecionado(a) para fazer uma estreia de desfile durante a estação prêt-à-porter de Paris.
Yamamoto foi citado dizendo: "eles devem ter muitos jovens com raiva. Ser um estilista ou um artista, você tem que ter raiva." No desfile que faz em Pequim na primavera de 2008 para lançar essa iniciativa, Yamamoto disse: "Não é político. Irei abrir uma loja aqui, e os chineses virão e comprarão aqui e serão felizes. A arte real é fazer as pessoas felizes, mas também fazer perguntas sobre a sociedade."

## Marcos
- 1972: fundou a sociedade por ações Y's
- 1977: estreia da coleção Tokyo
- 1981: estreia da coleção Pret a porter em Paris; a linha Yohji Yamamoto começou na mesma época
- 1993: fez o figurino para a produção de Heiner Müller e Daniel Barenboim da ópera de Richard Wagner Tristão e Isolda, no Festival de Bayreuth
- 1984: fundou a sociedade por ações Yohji Yamamoto
- 1996: criou junto com os fundadores da Red or Dead, Wayne and Gerardine Hemingway
- 2002: coleção de alta costura apresentada em Paris; relações formadas com boutiques exclusivas parisienses
- 2003: abertura da  flagship store da linha Y's em Roppongi Hills; estreia da linha Y-3
- 2011: exposição no Victoria and Albert Museum em Londres
- 2014: criou os uniformes alternativos para o time de futebol Real Madrid

## Filmografia
- Notebook on Cities and Clothes (1989) de Wim Wenders
- Brother (2000) de Takeshi Kitano
- Dolls (2002) de Takeshi Kitano
- Wagner: Tristan und Isolde (2008) de Heiner Müller
- Yohji Yamamoto: This is My Dream (2011) de Theo Stanley